# 川西駅 (北海道)

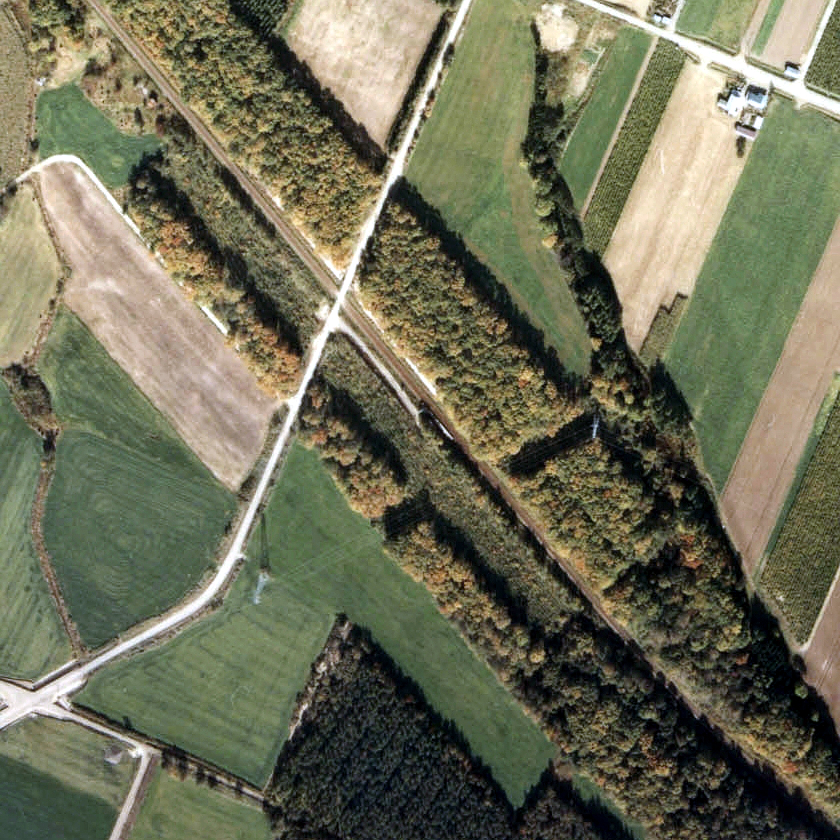
1977年の川西駅と周囲約500m範囲。右下が中湧別方面。周囲は防風雪林に囲まれていて、100m程離れた紋別側に湧別町西三線の踏切があり、踏切脇から駅へ線路に沿って小道が敷かれている

川西駅（かわにしえき）は、北海道（網走支庁）紋別郡上湧別町旭（現・湧別町旭）にかつて存在した、北海道旅客鉄道（JR北海道）名寄本線の駅（廃駅）である。事務管理コードは▲122123。

## 歴史
一部の普通列車は通過した（1989年（平成元年）4月30日時点（廃止時の時刻表）で、下り3本上り2本（快速運転列車））。
- 1957年（昭和32年）8月1日 - 日本国有鉄道（国鉄）名寄本線の川西仮乗降場（局設定）として開業[1]。
- 1959年（昭和34年）11月1日 - 駅に昇格、川西駅となる[1][4]。旅客のみ取り扱い。
- 1987年（昭和62年）4月1日 - 国鉄分割民営化により、JR北海道に継承[1]。
- 1989年（平成元年）5月1日 - 名寄本線の全線廃止に伴い、廃駅となる[1]。

### 駅名の由来
所在地附近の地区名より。地区名は、当地が湧別川の西方に位置していたために「川西」と名付けられたことに由来する。

## 駅構造
廃止時点で、1面1線の単式ホームを有する地上駅であった。ホームは、線路の南西側（遠軽方面に向かって右手側）に存在した。転轍機を持たない棒線駅となっていた。
無人駅となっており、駅舎は無かったがホーム中央部分に待合所を有していた。ホームは簡易型であった。

## 利用状況
乗車人員の推移は以下のとおり。年間の値のみ判明している年については、当該年度の日数で除した値を括弧書きで1日平均欄に示す。乗降人員のみが判明している場合は、1/2した値を括弧書きで記した。
| 年度               | 乗車人員 | 乗車人員 | 出典  | 備考 |
| 年度               | 年間     | 1日平均  | 出典  | 備考 |
| ------------------ | -------- | -------- | ----- | ---- |
| 1978年（昭和53年） |          | 24       | [ 7 ] |      |

## 駅周辺
- 北海道道712号緑蔭中湧別停車場線[8]
- 湧別町営バス（旧上湧別町営バス）「川西」停留所
  - 北海道北見バス・北紋バスが運行する代替バスの「川西」停留所（国道238号沿い）とは別の場所である。道路事情から駅跡周辺を走行しない。

## 駅跡
2001年（平成13年）時点で、当駅の遺構は何も残されていない。2011年（平成23年）時点でも同様で、更地になり残土置場となっていた。

## 隣の駅
北海道旅客鉄道
名寄本線
旭駅 - 川西駅 - 中湧別駅